# Диосмийгафний
Диосмийгафний — бинарное неорганическое соединение, интерметаллид
осмия и гафния
с формулой HfOs2,
кристаллы.

## Получение
- Сплавление стехиометрических количеств чистых веществ:

{\displaystyle {\mathsf {2\,Os+Hf\ {\xrightarrow {2700^{o}C}}\ HfOs_{2}}}}

## Физические свойства
Диосмийгафний образует кристаллы
гексагональной сингонии,
пространственная группа P 63/mmc,
параметры ячейки a = 0,5200 нм, c = 0,8492 нм, Z = 4,
структура типа дицинкмагния MgZn2 (фаза Лавеса)
.
Соединение конгруэнтно плавится при температуре ≈2700°С
и имеет область гомогенности 61÷72 ат.% осмия .
При температуре 2,69 К переходит в сверхпроводящее состояние.